# フタバ図書TERAエンタメリサーチ
フタバ図書TERAエンタメリサーチは、2006年3月末まではMUSIC SOLEIL LUNCHTIME SATELLITE、2006年4月からは庄司悟のリクエスト魂内で放送されているコーナー。コーナースポンサーはフタバ図書。番組の公開生放送をしているフタバ図書TERAのアイテムやお薦め商品を紹介する。

## MUSIC SOLEIL LUNCHTIME　SATELLITE
放送開始から続いているコーナーであり、2004年3月末までは月曜日~木曜日の放送日全てやっていたが、2005年4月からは火曜日と水曜日の週2回コーナーとなった。曜日ごとに紹介するアイテムが違う。
最初の頃はスタジオ近くのカフェ部門のイリーコーヒーの宣伝をしていたが、カフェ部門が撤退したため宣伝されなくなった。
2006年3月30日の番組終了とともに、庄司悟のリクエスト魂内のコーナーに移動となる。

## 庄司悟のリクエスト魂
フタバ図書TERAエンタメリサーチPart1, Part2として放送される。
BGMが一新され、当初はBGMが流れたのちに庄司が生でスポンサー読みをする形だったが、しばらくして、女性の声で『フタバ図書TERAエンタメリサーチPart○』とタイトルコールがあり、庄司が『フタバ図書エンタメリサーチPart○。このコーナーはフタバ図書の提供でお送りします』という提供クレジットで始まる。クレジットは録音されたもので、しかも本タイトルと若干違っていたが（TERAが抜けている）、最近は新しく録り直したものが流れている。
紹介がメインだが、庄司のトークが長くなることもあり15分間放送されることも多い。最後にフタバ図書の人に『言い残したことはありませんか？』とよく聞いている。

## 時間とコーナー内容
放送開始から2005年3月31日まで
- 放送時間：13:40~13:50
- (月曜)エンジョイブックス
- (火曜)パワープッシュ&レコメンド
  - フタバ図書TERAの週間CD売上ベスト10と月ごとのレコメンドアーティストの 曲、メッセージをオンエアー。現在、マンスリーレコメンドは一つの独立したコーナーとなっている。
- (水曜)グッズ&ステーショナリー
- (木曜)DVD&GAME

2005年4月4日から
- 放送時間：12:40~12:50
- (火曜)パワープッシュCD
- (水曜)グッズ&ステーショナリー、DVD&GAME、エンジョイブックス(それぞれ月1回紹介している)

2006年4月7日から
- Part1: 17:10～17:20　CDの紹介
- Part2: 19:00～19:10  本・文具・DVD・GAMEを週代わりで紹介している。